# Família (biologia)
La família és la unitat sistemàtica o taxonòmica situada entre l'ordre i el gènere. La desinència llatina de la família és:
- En botànica (CINAFP): «-aceae» (en català «-àcies») com ara Fagaceae (fagàcies) (per bé que algunes famílies es resisteixen a abandonar el tradicional del nom, com en Compositae-compostes).
- En zoologia (CINZ): «-idae», en català «-ids», como ara Felidae-fèlids.

El terme família va ser introduït pel botànic francès Pierre Magnol en la seva obra Prodromus historiae generalis plantarum, in quo familiae plantarum per tabulas disponuntur (1689).
Carl von Linné va fer servir la paraula família en el seu tractat anomenat Philosophia botanica (1751) per anomenar els principals grups de plantes des del punt de vista morfològic; arbre, herba, falguera, palmera, etc.
En zoologia el terme família el va introduir Pierre André Latreille en la seva obra Précis des caractères génériques des insectes, disposés dans un ordre naturel (1796).
Va ser a partir del segle xx quan el terme família va ser usat en el sentit actual. Una superfamília és un nivell intermediari, immediatament superior a la categoria família de la classificació clàssica dels éssers vius (vegeu sistemàtica). És una categoria taxonòmica que agrupa famílies amb un grau important de semblança. Forma part del nom científic de la família principal.

## Nomenclatura
Els noms de les famílies estan codificats per diversos cossos internacionals a partir dels següents sufixos:
- En les nomenclatures botànica, dels fongs i de les algues, els noms de famílies de plantes, fongs i algues acaben amb el sufix "-aceae", excepte un nombre reduït de noms històrics àmpliament utilitzats incloses les compostes i les gramínies.[1][2]
- En la nomenclatura zoològica, els noms de les famílies d'animals acaben amb la terminació "-idae".[3]

## Famílies botàniques

### A
Acanthaceae · Achariaceae · Achatocarpaceae · Acoraceae · Actinidiaceae · Aextoxicaceae · Aizoaceae · Akaniaceae · Alismataceae · Alseuosmiaceae · Alstroemeriaceae · Altingiaceae · Alzateaceae · Amaranthaceae · Amaryllidaceae · Amborellaceae · Anacampserotaceae · Anacardiaceae · Ancistrocladaceae · Anisophylleaceae · Annonaceae · Aphanopetalaceae · Aphloiaceae · Apiaceae · Apocynaceae · Apodanthaceae · Aponogetonaceae · Aquifoliaceae · Araceae · Araliaceae · Araucariaceae · Arecaceae · Argophyllaceae · Aristolochiaceae · Asparagaceae · Asphodelaceae · Aspleniaceae · Asteliaceae · Asteraceae · Asteroideae · Asteropeiaceae · Atherospermataceae · Austrobaileyaceae

### B
Balanopaceae · Balanophoraceae · Balsaminaceae · Barbeuiaceae · Barbeyaceae · Basellaceae · Bataceae · Begoniaceae · Berberidaceae · Berberidopsidaceae · Betulaceae · Biebersteiniaceae · Bignoniaceae · Bixaceae · Blandfordiaceae · Bonnetiaceae · Boraginaceae · Boryaceae · Brassicaceae · Bromeliaceae · Brunelliaceae · Bruniaceae · Burmanniaceae · Burseraceae · Butomaceae · Buxaceae · Byblidaceae

### C
Cabombaceae · Cactaceae · Calceolariaceae · Calophyllaceae · Calycanthaceae · Calyceraceae · Campanulaceae · Campynemataceae · Canellaceae · Cannabaceae · Cannaceae · Capparaceae · Caprifoliaceae · Cardiopteridaceae · Caricaceae · Carlemanniaceae · Caryocaraceae · Caryophyllaceae · Casuarinaceae · Celastraceae · Centroplacaceae · Cephalotaceae · Ceratophyllaceae · Cercidiphyllaceae · Chloranthaceae · Chrysobalanaceae · Circaeasteraceae · Cistaceae · Cleomaceae · Clethraceae · Clusiaceae · Colchicaceae · Columelliaceae · Combretaceae · Commelinaceae · Compositae · Connaraceae · Convolvulaceae · Coriariaceae · Cornaceae · Corsiaceae · Corynocarpaceae · Costaceae · Crassulaceae · Crossosomataceae · Cruciferae · Crypteroniaceae · Ctenolophonaceae · Cucurbitaceae · Cunoniaceae · Cupressaceae · Curtisiaceae · Cyatheaceae · Cycadaceae · Cyclanthaceae · Cymodoceaceae · Cynomoriaceae · Cyperaceae · Cyrillaceae · Cystodiaceae · Cytinaceae

### D
Daphniphyllaceae · Dasypogonaceae · Datiscaceae · Degeneriaceae · Dennstaedtiaceae · Diapensiaceae · Dichapetalaceae · Dicksoniaceae · Didiereaceae · Dilleniaceae · Dioncophyllaceae · Dioscoreaceae · Dipentodontaceae · Dipteridaceae · Dipterocarpaceae · Dirachmaceae · Doryanthaceae · Droseraceae · Drosophyllaceae

### E
Ebenaceae · Ecdeiocoleaceae · Elaeagnaceae · Elaeocarpaceae · Elatinaceae · Emblingiaceae · Ephedraceae · Equisetaceae · Ericaceae · Eriocaulaceae · Erythroxylaceae · Escalloniaceae · Eucommiaceae · Euphorbiaceae · Euphroniaceae · Eupomatiaceae · Eupteleaceae

### F
Fabaceae · Fagaceae · Flagellariaceae · Fouquieriaceae · Francoaceae · Frankeniaceae

### G
Garryaceae · Geissolomataceae · Gelsemiaceae · Gelsemiaceae · Gentianaceae · Geraniaceae · Gerrardinaceae · Gesneriaceae · Ginkgoaceae · Gisekiaceae · Gleicheniaceae · Gnetaceae · Gomortegaceae · Goodeniaceae · Goupiaceae · Gramineae · Greyiaceae · Griseliniaceae · Grossulariaceae · Grubbiaceae · Guamatelaceae · Gunneraceae · Gyrostemonaceae

### H
Haemodoraceae · Halophytaceae · Haloragaceae · Hamamelidaceae · Hanguanaceae · Heliconiaceae · Helwingiaceae · Hernandiaceae · Himantandraceae · Huaceae · Humiriaceae · Hydatellaceae · Hydrangeaceae · Hydrocharitaceae · Hydroleaceae · Hydrophyllaceae · Hydrostachyaceae · Hymenophyllaceae · Hypericaceae · Hypoxidaceae · Icacinaceae

### I
Iridaceae · Irvingiaceae · Isoëtaceae · Iteaceae · Ixioliriaceae · Ixonanthaceae

### J
Joinvilleaceae · Juglandaceae · Juncaceae · Juncaginaceae

### K
Kewaceae · Kirkiaceae · Koeberliniaceae · Krameriaceae

### L
· Labiatae  · Lamiaceae  · Lardizabalaceae  · Lauraceae  · Laxmanniaceae  · Lecythidaceae  · Leguminosae  · Lemnaceae  · Lentibulariaceae  · Liliaceae  · Limnanthaceae  · Linaceae  · Loasaceae  · Lobeliaceae  · Loganiaceae  · Lophocoleaceae · Loranthaceae  · Lycopodiaceae  · Lythraceae

### M
· Magnoliaceae  · Malesherbiaceae  · Malpighiaceae  · Malvaceae  · Marantaceae  · Marchantiaceae  · Marsileaceae  · Martyniaceae  · Melanthiaceae  · Melastomataceae  · Meliaceae  · Melianthaceae  · Memecylaceae  · Menispermaceae  · Menyanthaceae  · Mimosaceae  · Misodendraceae  · Mniaceae  · Molluginaceae  · Monimiaceae  · Moraceae  · Moringaceae  · Musaceae  · Myoporaceae  · Myricaceae  · Myristicaceae  · Myrsinaceae  · Myrtaceae

### N
·Nartheciaceae  · Neckeraceae  · Nelumbonaceae  · Nepenthaceae  · Nolinaceae  · Nothofagaceae  · Nyctaginaceae  · Nymphaeaceae

### O
· Ochnaceae  · Oenotheraceae  · Oleaceae  · Oleandraceae  · Onagraceae  · Onocleaceae  · Ophioglossaceae  · Orchidaceae  · Orobanchaceae  · Orthotrichaceae  · Osmundaceae  · Oxalidaceae

### P
· Paeoniaceae  · Pandanaceae  · Papaveraceae  · Papilionaceae · Parnassiaceae  · Passifloraceae  · Paulowniaceae  · Pedaliaceae  · Pellaeaceae  · Pentaphylacaceae  · Philesiaceae  · Phrymaceae  · Phyllanthaceae  · Phytolaccaceae  · Pinaceae  · Piperaceae  · Pittosporaceae  · Plagiochilaceae  · Plantaginaceae  · Platanaceae  · Plumbaginaceae  · Poaceae  · Podocarpaceae  · Polemoniaceae  · Polygalaceae  · Polygonaceae  · Polypodiaceae  · Polytrichaceae  · Pontederiaceae  · Portulacaceae  · Potamogetonaceae  · Pottiaceae  · Primulaceae  · Proteaceae  · Psilotaceae  · Pteridaceae  · Punicaceae  · Putranjivaceae  · Pyrolaceae

### Q
· Quillajaceae

### R
· Rafflesiaceae  · Ranunculaceae  · Resedaceae  · Restionaceae  · Rhamnaceae  · Rhizophoraceae  · Roridulaceae  · Rosaceae  · Rubiaceae  · Ruppiaceae  · Ruscaceae  · Rutaceae

### S
· Salicaceae  · Salviniaceae  · Santalaceae  · Sapindaceae  · Sapotaceae  · Sarraceniaceae  · Saururaceae  · Saxifragaceae · Scheuchzeriaceae  · Schisandraceae  · Schizaeaceae  · Sciadopityaceae  · Scrophulariaceae  · Selaginellaceae  · Simaroubaceae  · Simmondsiaceae  · Smilacaceae  · Solanaceae  · Sparganiaceae  · Sphagnaceae  · Stachyuraceae  · Stangeriaceae  · Staphyleaceae  · Sterculiaceae  · Stilbaceae  · Strelitziaceae  · Styracaceae

### T
· Taccaceae  · Tamaricaceae  · Taxaceae  · Tetramelaceae  · Thamnobryaceae  · Theaceae  · Thelypteridaceae  · Themidaceae  · Theophrastaceae  · Thuidiaceae  · Thymelaeaceae  · Tiliaceae  · Tofieldiaceae  · Trapaceae  · Trilliaceae  · Trochodendraceae  · Tropaeolaceae  · Turneraceae  · Typhaceae

### U
· Ulmaceae  · Umbelliferae  · Urticaceae

### V
· Velloziaceae  · Verbenaceae  · Violaceae  · Viscaceae  · Vitaceae

### W
· Winteraceae  · Woodsiaceae

### X
· Xanthorrhoeaceae  · Xyridaceae

### Z
· Zamiaceae  · Zingiberaceae  · Zygophyllaceae

## Famílies d'animals vertebrats
- De mamífers hi ha 137 famílies
- D'ocells 194 famílies
- De peixos 504 famílies
- De rèptils 60 famílies
- D'amfibis 44 famílies[4]

## Famílies d'animals invertebrats
Hi ha més d'un milió d'espècies dividides en 116 ordres i 47 classes.
Els embrancaments principals d'invertebrats són:
- Porifera (esponges) 127 famílies[7]
- Cnidaria (coralls anemones, etc.)
- Platyhelmintha (cucs plans i altres) 30 famílies[8]
- Nematoda (rotífers, nematodes, etc.) més de 30 famílies[9]
- Mollusca (mol·luscs, cargols calamars, etc.) 37 famílies[10]
- Annelida (cucs segmentats, cucs marins, etc.)
- Echinodermata (inclou estrelles de mar, cogombres de mar, etc.) més de 20 famílies
- Arthropoda (inclou aràcnids, crustacis insectes, etc.)
  - Els insectes ocupen 32 ordres dels quals el més gros és el de coleòpters amb 125 famílies[11] Entre elles:[12]
- Anthicidae
- Aphodiidae
- Apionidae
- Buprestidae
- Byrrhidae
- Byturidae
- Cantharidae
- Carabidae
- Cerambycidae
- Cetoniidae
- Chrysomelidae
- Cleridae]
- Coccinellidae
- Cryptophagidae
- Curculionidae
- Dasytidae
- Dermestidae
- Derodontidae
- Dytiscidae
- Elateridae
- Elmidae
- Geotrupidae
- Gyrinidae
- Haliplidae
- Histeridae
- Hydraenidae
- Hydrophilidae
- Kateretidae
- Leiodidae
- Lucanidae
- Malachiidae
- Melolonthidae
- Mordellidae
- Nitidulidae
- Oedemeridae
- Phalacridae
- Pyrochroidae
- Rhynchitidae
- Rutelidae
- Scirtidae
- Scraptiidae
- Silphidae
- Staphylinidae
- Tenebrionidae